# Новодеревенское
Новодеревенское — село в Сахалинской области России. Подчинено городу Южно-Сахалинску. В рамках организации местного самоуправления входит в городской округ город Южно-Сахалинск.

## География
Расположено в юго-восточной части острова Сахалин, вблизи реки Владимировка, в 14 км к северо-западу от областного центра — города Южно-Сахалинска.
Площадь 0,028 км².
Климат
Находится в местности, приравненной к районам Крайнего Севера.
Как и весь остров Сахалин, входит в зону муссонов умеренных широт. Среднегодовая температура составляет +2,8 °С. Самым холодным месяцем является январь со среднесуточной температурой −12,2 °C, самым тёплым — август со среднесуточной температурой +17,3 °C.
Ввиду высокой влажности уже при температуре воздуха +22 °C в тени становится жарко и душно, комфортно и тепло — при +18 °C — 19 °C.
Расчётная температура наружного воздуха летом +25,7 °C, зимой −14 °C. Продолжительность периода со среднесуточной температурой ниже 0 °C составляет 154 суток, продолжительность отопительного периода 230 суток. Средняя температура наиболее холодной пятидневки −13 °C.).

## История
Населённый пункт появился при строительстве железной дороги. Станция Новодеревенская была открыта в 1928 году в составе пускового участка Южно-Сахалинск (Тоёхара) — Холмск.
После перехода Южного Сахалина к Японии в 1905 году по Портсмутскому мирному договору,  до 1945 года станция относилась к японскому губернаторству Карафуто и называлась Окусудзуя (яп. 奥鈴谷).
В 1966 году на станции впервые на Сахалине была введена электрическая централизация.
26 апреля 2004 года станция Новодеревенская преобразована в село с переименованием в Новодеревенское.

## Население
| 2002 | 2010 | 2021 |
| ---- | ---- | ---- |
| 0    | →0   | ↗3   |

## Инфраструктура
Множество СНТ, дачных посёлков.
Вблизи села до ноября 2019 года действовала железнодорожная станция (остановочный пункт) Новодеревенская Сахалинского региона Дальневосточной железной дороги на перегоне Дальнее — Новодеревенская.

## Транспорт
Доступен автотранспортом.